# Главстрой
ВАТ Главстрой — російська будівельна компанія, Входить в промислову групу «Базовий Елемент». Об'єднує підприємства, що працюють в сфері житлово-цивільного будівництва та девелопменту, будівництва транспортної інфраструктури та виробництва будівельних матеріалів.
Компанії Главстроя здійснюють повний цикл робіт - від видобутку необхідного для виробництва будматеріалів сировини до здачі в експлуатацію технологічно унікальних об'єктів. Ключові компанії - Главмосстрой, Трансстрой, Главстрой Девелопмент, Базелцемент, Главстрой-СПб і Главмосстрой-нерухомість.

## Ресурси Інтернету
- Офіційний сайт компанії [Архівовано 7 серпня 2016 у Wayback Machine.]